# 香港コンベンション・アンド・エキシビション・センター

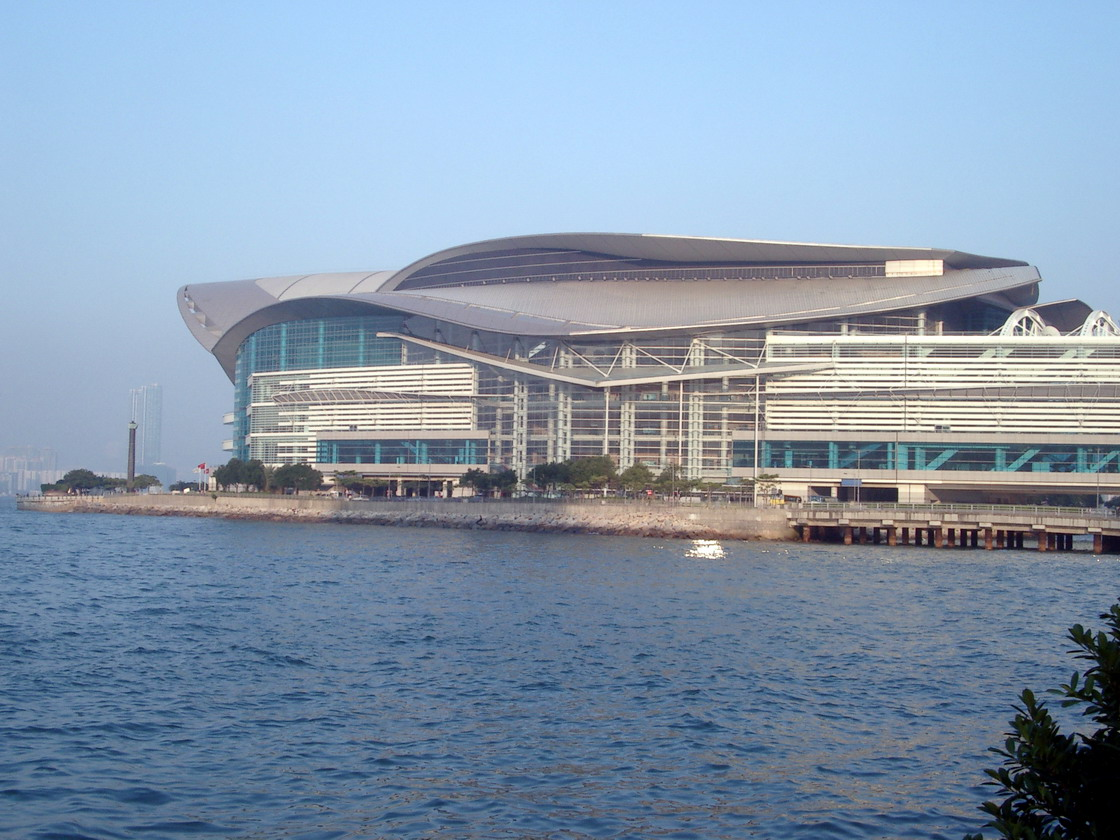
センター新翼

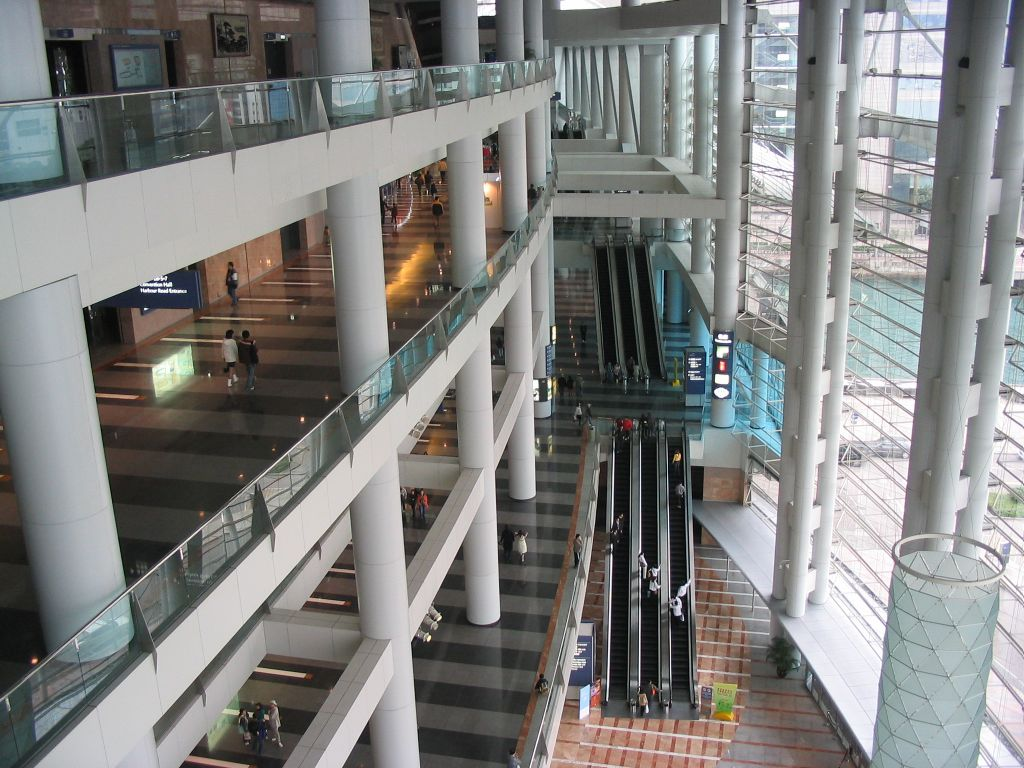
センター新翼の内部

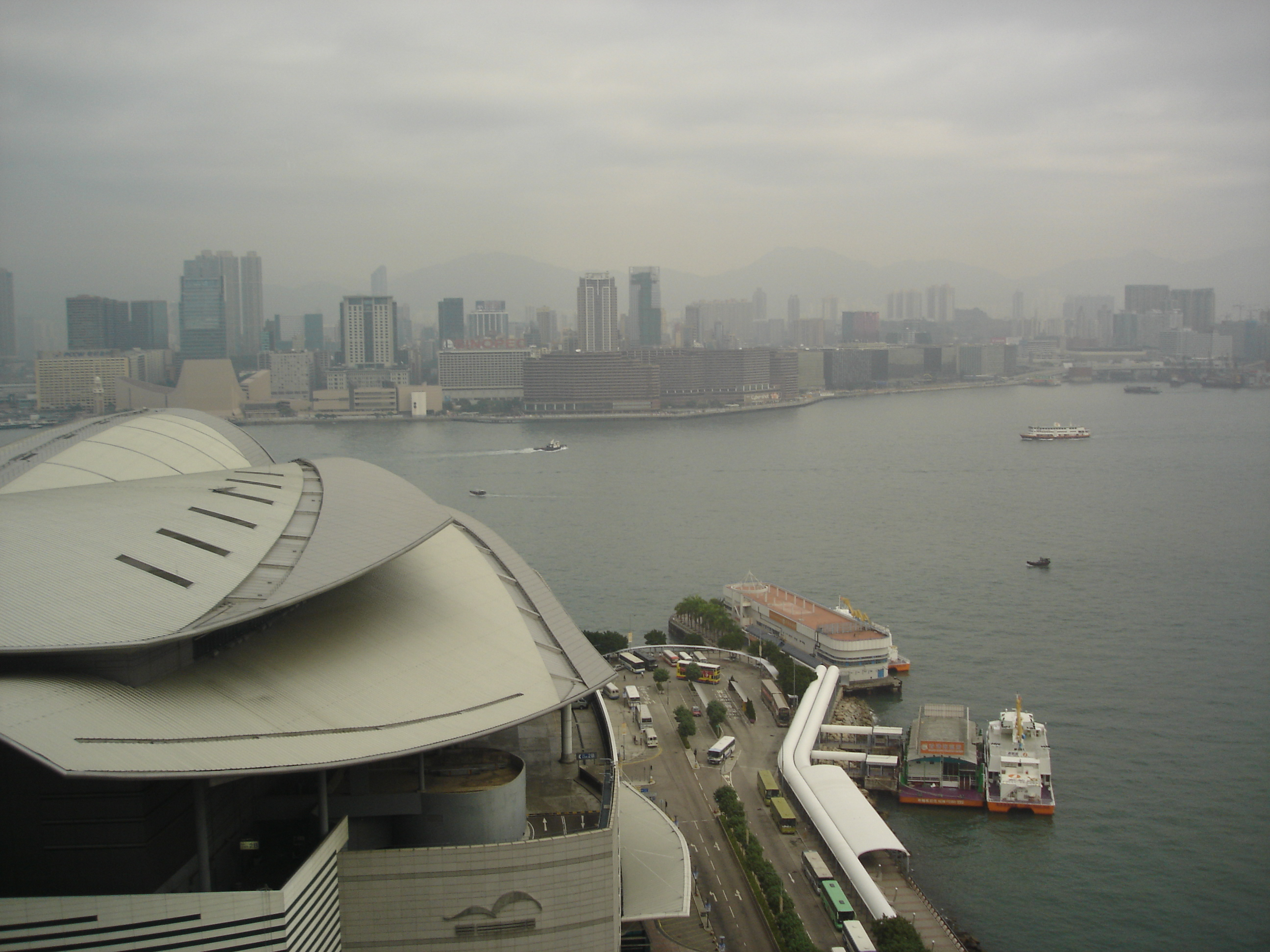
第一期棟より九龍側を臨む

香港コンベンション・アンド・エキシビション・センター（ホンコン - 、英語：Hong Kong Convention and Exhibition Centre、中文（繁体字）：香港會議展覽中心）は、香港の香港島北部、湾仔（Wan Chai）地区に位置する超高層ビル及びコンベンション・センター（会議施設と展示施設）、ホテル、住宅（コンドミニアム）などを併せた複合施設である。略称はHKCEC、または会展（會展）。

## 概要
香港特別行政区の香港貿易発展局が有する会議及び展示施設である。香港で最大のコンベンション施設を有し、高層棟にはホテル（グランドハイアット香港とルネッサンスハーバービュー香港）及びコンドミニアムを併設している。施設は大きく1988年に建てられた第一期（旧翼棟）と、1997年に建てられた第二期（新翼棟）の二つに分かれる。香港の中でも重要なイベントや会議、式典の多くがここで行われる。
なお香港上海銀行（HSBC）発行の現行1000香港ドル紙幣に第二期棟が、中国銀行（香港）（Bank of China (Hong Kong)）発行の旧20香港ドル紙幣に第二期棟が建設される以前の第一期棟とセントラルプラザが描かれている他、現行1000香港ドル紙幣には第二期棟と灣仔の街並みが印刷されている。

### 第一期
旧翼と呼ばれている第一期棟は1988年11月に完成した。地上51階建て、高さ181mの超高層ビルである。設計はデニス・ラウとン・チュン・マン（劉榮廣&伍振民：Dennis Lau & Ng Chun Man）により行われた。下層にコンベンション施設、上層にホテル（グランドハイアット香港とルネッサンスハーバービュー香港）を有する。それに付随してコンドミニアムやレストランなどが設置され、中層部にプールやテニスコートを併設した中庭がある。また低層部には香港の技術と産物を紹介するコーナーがある。
隣接するセントラルプラザ（中環廣場：Central Plaza）を経てMTR湾仔駅へ、また君鷹中心（Great Eagle Centre）や海港中心（Harbour Centre）を経て灣仔埠頭（灣仔渡輪碼頭：Wanchai Ferry Pier）へ、ペデストリアンデッキを使ってそれぞれ向かうことができる。

### 第二期
第二期は新翼と呼ばれ、1994年から1997年にかけて建設された。ヴィクトリア湾に突き出る灣仔地区の最突端に位置し、2.6ヘクタールを埋め立てて建設された。設計はアメリカ合衆国の設計会社SOMにより行われた。第一期棟とは空中回廊で結ばれている。1997年7月1日に行われた香港返還の式典はこの場所で行われた。現在では各種フェアや、イベント、国際会議などが頻繁に行われている。
建物の全ては展示及び会議施設に使われるホールで、その他レストランなどが併設されている。
また建物の先端には香港の域花で、中華人民共和国政府から香港特別行政区に贈られた金色のバウヒニア（金紫荊）像が設置されている。この場所は金紫荊広場と呼ばれ、本土観光客の観光スポットとなっている。

### 第三期
2003年より第三期棟の建設が計画されている。建設が予定された場合、2015年の完成を目指している。

## 主な催事
- 香港ブックフェア（香港書展）
- 香港アニメフェア（香港動漫節）
- 香港トイフェア（香港玩具節）
- 香港グルメフェア（香港美食博覧）
- 香港コンピューターモバイルフェア（香港電腦通訊節）
- 香港ギフト&プレミアムフェア（香港禮品及贈品展）

その他1989年11月22日、ミス・ワールド決勝が行われた。1997年7月1日、香港返還式典が行われた他、毎年7月1日には返還記念式典が金紫荊広場で行われる。また1997年には世界銀行総会が、2005年には第6回WTO閣僚会議が開かれた（このWTO閣僚会議では会議に抗議する朝鮮民族・農民により暴動が引き起こされ、香港会議展覧中心及び灣仔街区周辺で香港警察の機動隊が出動する騒ぎになり問題となった）。映画賞の授賞式なども行われる（香港電影金像奨、香港金紫荊奨など）。ボクシングではジェイ・ラウが率いるDEFプロモーションズ(2011年に誕生した新興プロモーションズ)が2015年8月29日に初めて単独でイベントを開催。2016年5月14日にボブ・アラム率いるトップランクが1994年に進出するもすぐに撤退して以来の再進出となり、メインイベントを含めた3試合を提供した(第5試合に村田諒太、第6試合にコーク・クン・グ、メイン(第7試合)にレックス・ツォー)。

## 類似施設
香港にある他のコンベンション・センターとして、九龍の九龍灣地区に香港国際展貿中心（Hong Kong International Exhibition Centre）が、灣仔に香港展覧中心（Hong Kong Exhibition Centre）が、ランタオ地区にある赤鱲角の香港国際空港隣にアジア・ワールド・エキスポ（亜洲国際博覧館：Asia World Expo）がある。特に香港展覧中心は同地区にあり名称も似ているので、訪問の際には注意が必要である。

## 周辺施設
- セントラルプラザ （中環廣場：Central Plaza）
- 灣仔埠頭（灣仔渡輪碼頭：Wanchai Ferry Pier）
- 香港展覽中心 (Hong Kong Exhibition Centre)
- 入境事務大樓 (Immigration Tower)
- 海港中心 (Hourbour Centre)
- 君鷹中心 (Great Eagle Centre)
- 香港藝術中心 (Hong Kong Arts Centre)
- 灣仔政府大樓 (Wanchai Tower)
- 香港貿易発展局（Hong Kong Trade Development Council)

## 交通
- 香港MTR・湾仔駅より徒歩約15分程度
- 香港MTR・会展駅より直結
- スターフェリー湾仔埠頭より徒歩約5分程度
- 湾仔埠頭バスターミナルより徒歩約5分程度